# Avid Flyer
Avid Flyer ist eine Familie von einmotorigen, zweisitzigen Ultraleichtflugzeugen mit Spornradfahrwerk. Die abgestrebten Hochdecker wurden in den 1980er Jahren vom US-amerikanischen Unternehmen Light Aero als Bausatz entwickelt. Die verschiedenen Varianten wurden in hohen Stückzahlen verkauft. 1987 war ein Avid Flyer das erste Ultraleichtflugzeug, das am Nordpol landete.

## Konstruktion und Entwicklung
Der zweisitzige Ultraleichtbausatz wurde 1983 von Dean Wilson konstruiert. Der Erstflug und die Präsentation beim EAA AirVenture in Oshkosh, Wisconsin fanden noch im gleichen Jahr statt. Die Bausätze wurden von Light Aero unter verschiedenen Bezeichnungen (Bandit, Lite, Magnum Mk.IV) und mit vielen Optionen wie Doppeldeckerkonfiguration, Bugradfahrwerk, Spornradfahrwerk, Kufen, Schwimmer, Gesamtrettungssystem und einer breiten Palette von Triebwerken angeboten. Die Produktion lief bis zum Bankrott des Unternehmens 1998. Ab 2003 wurden wieder Bausätze des Avid Flyer von Airdale Flyer gebaut.

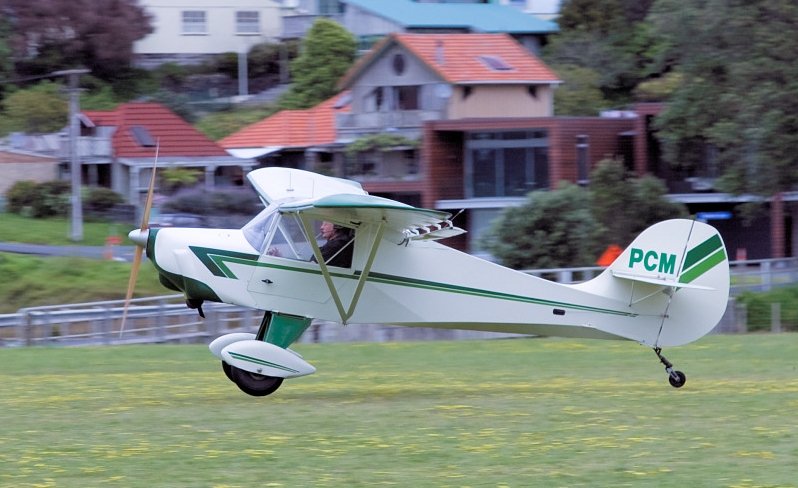
Avid Flyer Hi-Gross

Der Avid Flyer ist ein einmotoriger, zweisitziger, abgestrebter Hochdecker. Als Flügelholm dienen Aluminiumrohre, wobei jede Tragfläche zusätzlich von zwei röhrenförmigen Streben gestützt wird. Die Tragflächenspanten bestehen aus ausgesägtem Sperrholz und sind mittels Epoxidharz mit den Aluminiumholmen verbunden. Die Tragflächen verfügen über Flaperons mit je drei Angeln. Sie können unter den Flügel geschoben werden, wo sie bei geringen Geschwindigkeiten oder höheren Anstellwinkeln in einem ruhigen, unverwirbelten Luftstrom bleiben.
Der aus Stahlröhren geschweißte Rumpf hat einen rechteckigen Querschnitt, der sich nach hinten in Richtung des Kreuzleitwerks verjüngt. Das Höhenleitwerk sitzt dabei knapp über dem Rumpf. Höhen- und Seitenleitwerk werden über Drähte bewegt.
Wilsons Motivation den Avid Flyer zu entwickeln war es, einen bezahlbaren Flugzeugbausatz anzubieten, der die Lücke zwischen konventionellen Kleinflugzeugen wie der Piper Cub oder Modellen von Taylorcraft oder Aeronca und Ultraleichtflugzeugen wie der Quicksilver, die in den frühen 1980er Jahren noch nicht sicher und ausgereift genug waren. Die Fähigkeit, auf kurzen, unbefestigten Landebahnen in den ländlichen Gebieten der USA landen zu können, war ebenfalls eine Anforderung an die Konstruktion. Aufgrund des geringen Gewichts, des guten Leistungsgewichts und Merkmalen wie der Flaperons ist der Avid Flyer in diesem Gelände und anderen STOL-Bedingungen hervorragend geeignet. Neuere Entwicklungen im Bereich der kleinen Flugmotoren und deren Zuverlässigkeit machten den Avid Flyer zu einer leistungsfähigen und wirtschaftlichen Alternative im LSA-Bereich.

## Trivia
Im Jahr 2008 waren etwa 2000 Avid Flyer in aller Welt gebaut worden. 346 Flyer und Magnums waren zu der Zeit in Europa registriert. Der bemerkenswerteste Einsatz eines Flyers war aber der Flug von Hubert de Chevigny in einer Avid Lite 532. Am 2. April 1987 startete er mit einem 300-Liter-Zusatztank in Begleitung von Nicholas Hulot in einer Aviasud Mistral von Resolute in Kanada und flog in drei Etappen zum Nordpol, den er am 7. Mai erreichte. Dies war der erste Flug von Ultraleichtflugzeugen zum nördlichsten Punkt der Erde.

## Varianten
Flyer
Frühe Variante mit eckigem Seitenruder, klappbaren Tragflächen und einem 45 PS (33 kW) starken Motor von Cayuna oder einem Rotax 532 mit 65 PS (48 kW).
Mk IV
Größeres, abgerundetes Seitenruder; Rotax 582 mit 64 PS (47 kW) oder Rotax 912 Triebwerk; Stauraum für Gepäck; eingeführt 1992. Die Mark IV wurde später zur Airdale Backcountry weiterentwickelt.
Bandit
Wirtschaftlichere Version mit einem Rotax 503 mit 50 PS (37 kW).
Magnum
Höhere Leermasse, angetrieben von einem Lycoming O-320 mit 160 PS (118 kW) oder einem anderen Motor mit einer Leistung zwischen 125 PS (92 kW) und 180 PS (132 kW).

## Technische Daten (Mk IV STOL)
| Kenngröße             | Daten                |
| --------------------- | -------------------- |
| Besatzung             | 1                    |
| Passagiere            | 1                    |
| Länge                 | 17,9 ft (5,5 m)      |
| Spannweite            | 29,8 ft (9,1 m)      |
| Höhe                  | 6,1 ft (1,9 m)       |
| Leermasse             | 511 lb (232 kg)      |
| max. Startmasse       | 1.151 lb (522 kg)    |
| Reisegeschwindigkeit  | 92 mph (148 km/h)    |
| Höchstgeschwindigkeit | 105 mph (169 km/h)   |
| max. Steigrate        | 1.000 ft/min (5 m/s) |
| Dienstgipfelhöhe      | 16.000 ft (4.877 m)  |
| Reichweite            | 340 mi (547 km)      |